# Boo de Piélagos
Boo de Piélagos es una localidad del municipio de Piélagos (Cantabria, España). Está a 35 m s. n. m. , y a una distancia de 10,5 kilómetros de la capital municipal, Renedo de Piélagos. Tenía 3570 habitantes en el año 2023, a tenor del INE.

## Etimología
Según el profesor José Luis Sánchez Landeras, Boo procede del término latino 'Bodo' o del asturiano 'bode', que significan «zona encharcada o lacustre».

## Descripción
Pueblo de origen anterior a la Edad Media, cuyo incremento de población se ha producido sobre todo en los últimos treinta años por su cercanía a Santander y Torrelavega, las dos ciudades más pobladas de la comunidad autónoma. Pasan por él tanto la autovía del Cantábrico como la vía de FEVE que une ambas localidades.
El río Pas  gira al Este, en el lugar conocido como la Varilla (o El barco), poco antes de salir del pueblo y verter sus aguas al Cantábrico, aunque aún le da tiempo de recoger las aguas del Arroyo del Cuco y del Arroyo del Valle. El Pas actúa de límite natural con el municipio de Miengo, con el que comparte la margen izquierda. En este punto la densa ribera ha desaparecido y los márgenes del río se muestran desnudos. El azul del Pas y del Cantábrico que se otea al fondo se mezcla con el verdor acentuado de las praderías que ocupan los fértiles llanos ribereños formados de aluviones del Holoceno y parte de las laderas asentadas sobre margas y calizas del Turoniense.
El perfil de La Picota (240 m.) se deja ver mirando al norte, y marca la separación geografía entre los pueblos de Mortera, Liencres y Boo. Se puede ver un hito geográfico en dicha cumbre, además de trincheras correspondientes a la guerra Civil española con sus correspondientes nidos de ametralladora.

## Barrios
San José, La Piñera, San Juan, El Vivero, La Caseta, La Tejera, El Monte, La Acebosa, El Pozo, El Callejón, El Rubó, El Tolío, Escobal, La Pedraja, La Enzarrosa, La Gándara, La Helguera y El Cabañón.

## Comunicaciones
Camino de Santiago (Camino del Norte, Etapa 14).
Autopista A-67 (salida 195).
Carreteras CA-231 y CA-304.
Ferrocarril: Apeadero de FEVE (Boo), Línea Cabezón de la Sal-Santander cuyo horario de parada en Boo de Piélagos es a todas las horas a y 23' y 53'.

## Organización
La Pedraja, San José y San Juan son los barrios más antiguos del pueblo de Boo, asentados sobre terrazas fluviales del Cuaternario, en torno a las cuales se ha organizado el posterior desarrollo urbano. La red viaria CA-303 (que discurre paralela a la autovía) y la CA-231 que se dirige hacia Liencres, actúan como ejes direccionales en el crecimiento del pueblo, bien en forma de chalés individuales o principalmente en promociones densas de adosados. Más alejado del núcleo en la colina conocida como el Escobal, se ha desarrollado un barrio regular y bastante denso integrado por varias urbanizaciones de chalés adosados. Este modelo de crecimiento ha asimilado al tradicional de caseríos (explotación ganadera con finca) resultado de un modelo económico primario basado en la ganadería. La toponimia local nos recuerda la existencia de varios caseríos como el "Caserío de la Soledad". El resultado final es un pueblo desarticulado e independiente entre sí con escasos o ningún vínculo con el núcleo matriz.

## Monumentos
Iglesia parroquial de San Juan Bautista (Bº de San Juan).
Ermita de San José Obrero (Bº San José).Todos son muy bonitos y grandes, si vas a BOO DE PIÉLAGOS te recomiendo ir a todos ellos

## Naturaleza
El río Pas forma meandros y baña su pradería al paso por la localidad, antes de desembocar en el mar,en pleno parque natural de las Dunas de Liencres. El pueblo se extiende en diversos barrios a la falda de la Sierra de la Picota y Monte Tolío.

## Fiestas
- 19 de marzo (San José Obrero)
- 24 de junio (San Juan Bautista)

## Deportes
En Boo el deporte más seguido son los bolos, aunque además es un magnífico lugar para hacer paracaidismo saliendo desde el Monte Tolío disfrutando del excepcional paisaje y piragüismo por la desembocadura del río Pas. También se puede practicar la pesca, especialmente de jargos y lubinas, en el río ya nombrado, el pádel en la pista especializada y el ciclismo de carretera.

## Curiosidades
Paso obligado del Camino de Santiago por la ruta costera, (según se referencia en el Cartulario de Santillana del Mar en el año 1001) que sale desde Santander por las Calzadas Altas, hasta Peñacastillo pasando por Santa Cruz de Bezana y paralela al arroyo del Cuco, llegaba hasta Boo alcanzando el embarcadero en el lugar denominado de las Ánimas (llamado así porque allí había una Cruz de Ánimas que marcaba el camino) desde donde la "barca de Mogro" (que curiosamente era de Boo, así como el barquero era de Mogro), cruzaba el río Pas hasta el municipio de Miengo. Los pobres y los Peregrinos estaban exentos de pago.
En la actualidad la desaparición de los "pasos de barca" obliga al romero a desplazarse hasta Puente Arce; aunque si bien es cierto que alguno de los que llegan a Boo es invitado por los vecinos a comer en una hostería próxima.
- Datos: Q6397676
- Multimedia: Boo de Piélagos / Q6397676